# Tequila Sunrise

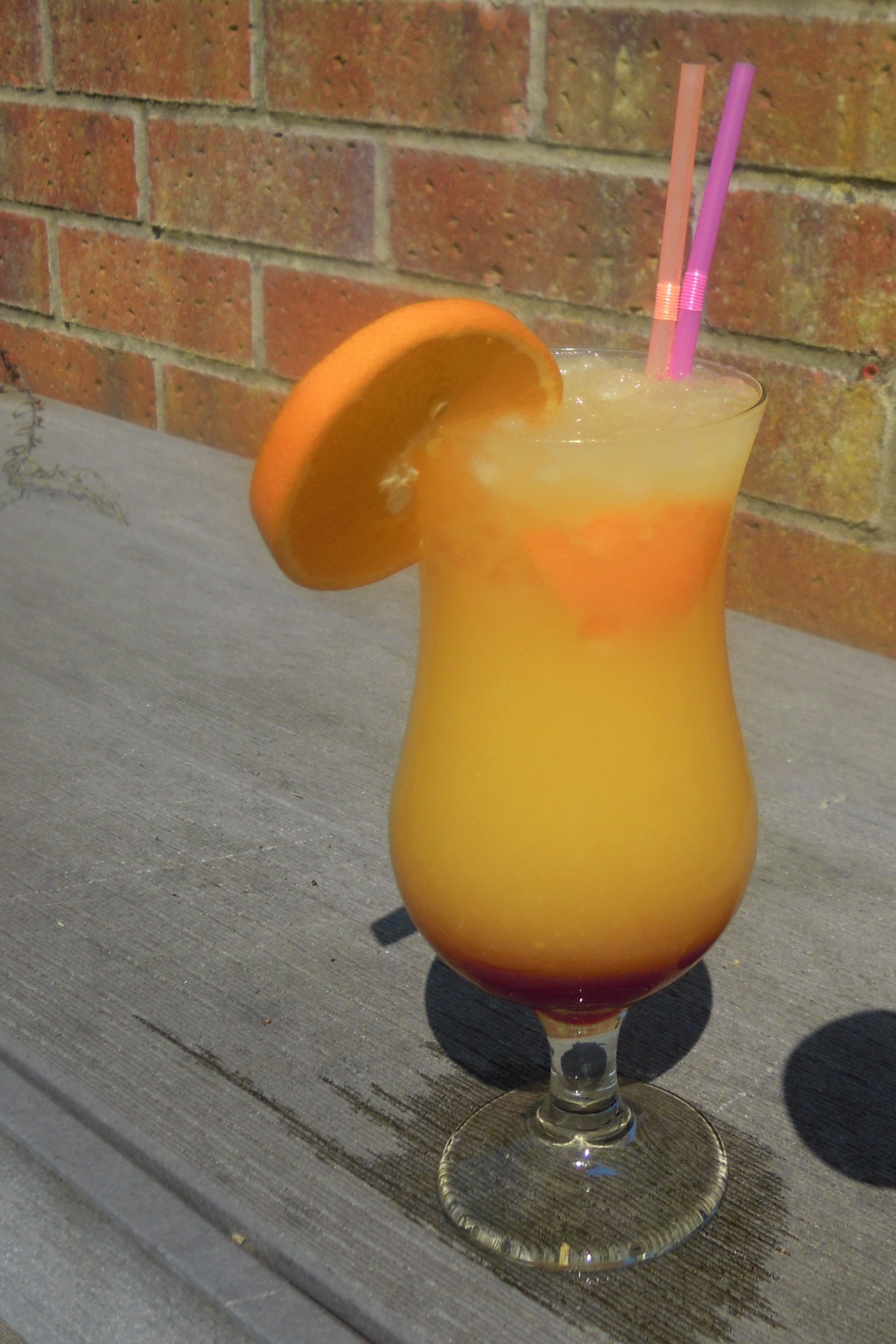
Tequila Sunrise

Tequila Sunrise is Engels en betekent zonsopgang van tequila. Het is een alcoholische cocktail die wordt gemaakt van vruchtensap, grenadine en tequila. De naam is afkomstig van de kleur, omdat het drankje de geel-oranje kleuren van een zonsopgang (sunrise) heeft.